# Filosofia asteca
A filosofia asteca era uma escola de filosofia que se desenvolveu a partir da cultura asteca. Os astecas tinham uma escola de filosofia bem desenvolvida, talvez a mais desenvolvida nas Américas e, de muitas maneiras, comparável à filosofia grega antiga, acumulando até mais textos do que os gregos antigos. A filosofia asteca focava no dualismo, monismo e estética, e os filósofos astecas tentaram responder à principal questão filosófica asteca de como obter estabilidade e equilíbrio em um mundo efêmero. Os estudiosos reconhecidos por proporem sistematizações de uma filosofia asteca são Miguel Léon-Portilla e, mais recentemente, James Maffie.

## Conceitos
Segundo James Maffie, os filósofos astecas (tlamatimine, singular: tlamatini, que se traduz como "aquele que sabe algo") não subdividiam a filosofia em disciplinas distintas, no entanto é possível identificar os conceitos principais, como a metafísica, epistemologia, ética e estética, que se inter-relacionavam como um todo que se expressa por meio da poesia, da pintura e da música (em asteca: in xochitl in cuicatl, literalmente, "as flores e as canções").
A filosofia asteca via o conceito de Ometeotl como uma unidade subjacente ao universo. Ometeotl forma, molda e é tudo. Até as coisas em oposição - luz e escuridão, vida e morte - eram vistas como expressões da mesma unidade, Ometeotl. A crença em uma unidade com expressões dualistas se compara a ideias monistas dialéticas semelhantes nas filosofias ocidentais e orientais.

### Relação com a religião asteca
Os sacerdotes astecas tinham uma visão provavelmente panteísta, "panteísta dinâmica" ou panenteísta da religião, mas a religião asteca popular mantinha o politeísmo. Os sacerdotes viam os diferentes deuses como aspectos da unidade singular e transcendente de Teotl, mas as massas eram autorizadas a praticar o politeísmo sem entender a verdadeira natureza unificada de seus deuses astecas.

### Metafísica

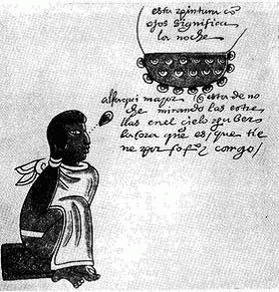
Tlamatine observando as estrelas, Códice Mendoza

No cerne da filosofia asteca está um monismo dinâmico. Há um único princípio simultaneamente imanente, no sentido de que se manifesta em todos os fenômenos, e transcendente, no sentido de que não está inteiramente contido em nenhum deles. É uma energia sagrada de essência dinâmica que se regenera e gera o cosmos eternamente; os nahuas chamavam-no de teotl. O cosmos não é criado e não pode ser distinguido de teotl, é sua autotransformação; teotl não é nem ser nem não-ser, mas abrange o devir. Essa dinâmica confere uma dimensão dualista à filosofia asteca; as dicotomias ser/não-ser, ordem/desordem, luz/escuridão, pessoal/impessoal, animado/inanimado, vida/morte, masculino/feminino são facetas opostas de teotl que se seguem eternamente e que transcendem em uma dialética dualista. Essa dualidade é expressa na teologia asteca pela divisão de Ometeotl, uma espécie de entidade imaterial suprema, nas divindades Ometecuhtli, que representa a essência masculina da criação, e Omecihuatl, que representa a essência feminina. A mente humana, entretanto, só pode apreender teotl por meio da miríade de seus aspectos, personificados pelos deuses do panteão asteca e manifestados em particular no Ixiptla.
Para os tlamatimines, o espaço e o tempo formam um continuum inseparável que é a manifestação do desdobramento dinâmico do teotl. As quatro direções cardeais, por exemplo, são simultaneamente as direções do espaço e do tempo. Isso explica a importância da astronomia e do calendário para os astecas. Os ciclos do calendário governam a existência humana. A data de nascimento de uma pessoa no tonalpohualli determina seu tonalli. A existência terrena é uma série de imagens e símbolos pintados e escritos por Teotl em seu amoxtli (livro) sagrado. O mundo terreno é caracterizado em analogia pelo tlamatine Aquiauhtzin (c. 1430–c. 1500) como "a casa de pinturas", o que é também visto no verso de Xayacamach: "Sua casa é aqui, no meio das pinturas". O famoso tlamatine e governante de Texcoco, Nezahualcoyotl (1402–1472), cantou:

Com flores pintas, ó Doador da Vida!

Com canções dás cor, com canções dás vida na terra.
Mais tarde destruirás águias e tigres: vivemos apenas em Tua pintura aqui, na terra.
Com tinta preta Tu apagarás tudo o que era amizade, fraternidade, nobreza.
Dás sombreamento àqueles que viverão na terra ...

vivemos apenas em Teu livro de pinturas, aqui na terra.

### Epistemologia
Utilizando-se de analogias vegetais e agrícolas, o conhecimento verdadeiro é descrito em termos de "florescimento" quando o coração está bem enraizado em teotl. O coração (yollotl) é considerado a fonte de teyolia, a força vital que move em anseio de plenitude ao enraizamento de teotl, e simboliza um meio termo de equilíbrio entre a razão vista como localizada na "cabeça" e a paixão como residindo no "fígado". Pelo contrário, a cognição ilusória e a ignorância estão desenraizadas (ahnelli), falhando em florescer, e representam "máscaras e disfarces" de teotl de forma inautêntica, perversa e doentia.

Os tlamatimines eram vistos como os únicos qualificados para cultivar a sabedoria. Em seu papel de modelo educativo e moral, como "professor das faces das pessoas" (teixtlamachtiani), o sábio era considerado um modelador do rosto "informe" das crianças, ainda sem "face", para que adquirisse "face e coração" humanamente autêntico, e apresentava a essência genuína da pessoa como em espelho. Assim, está escrito em um poema nahua:
"O sábio: uma luz, uma tocha, uma tocha robusta que não fumega.
Um espelho perfurado, um espelho perfurado em ambos os lados.
Suas são a tinta preta e vermelha, seus são os manuscritos iluminados, ele estuda os manuscritos iluminados.
Ele próprio é escrita e sabedoria.
Ele é o caminho, o verdadeiro caminho para os outros.
Ele dirige pessoas e coisas; ele é um guia nos assuntos humanos.
Mestre da verdade, ele nunca cessa de advertir.
Ele torna sábio o semblante dos outros; para eles dá um rosto; ele os leva a desenvolvê-lo.
Ele abre seus ouvidos; ele os ilumina.
Ele põe um espelho diante dos outros, torna-os prudentes, cautelosos; ele faz com que uma face neles apareça.
Ele cuida das coisas; ele regula seu caminho, ele organiza e comanda.
Ele aplica sua luz ao mundo.

Graças a ele as pessoas humanizam sua vontade e recebem uma educação estrita."

### Crenças morais e estética
Filósofos astecas focavam na moralidade como estabelecer equilíbrio. O mundo era visto como constantemente se transformando com o teotl em constante mudança. A moralidade se concentrava em encontrar o caminho para uma vida equilibrada, o que proporcionaria estabilidade no mundo em mudança. A ética asteca considera o equilíbrio e a pureza como o estado ideal, com valor intrínseco, pelo qual os seres humanos devem se esforçar, teotl sendo a fonte final desse valor intrínseco, uma vez que equilíbrio e pureza são atributos dele. A ética asteca chama de conduta moralmente justa in quallotl in yecyotl, ou seja, o que é "apropriado" e "assimilável" pelos humanos no sentido de que contribui para seu equilíbrio e pureza. A forma mais segura e sábia de o conseguir é a moderação.
A filosofia asteca via as artes como uma maneira de expressar a verdadeira natureza do teotl. A arte era considerada boa se, de alguma maneira, trouxesse uma melhor compreensão do teotl. Segundo Maffie, para os astecas "aquilo que é esteticamente valioso (ou belo) também é moralmente valioso e epistemologicamente valioso (e vice-versa). É o bem enraizado, bem equilibrado, verdadeiro, revelador e puro. Aquilo que é esteticamente sem valor (ou feio) é desordenado, dúbio, perverso, desequilibrado, impuro e enganoso, visto que não tem raízes, não revela, não é autêntico e é falso."
A poesia asteca estava intimamente ligada à filosofia e frequentemente era usada para expressar conceitos filosóficos. Abaixo está um exemplo de um poema, traduzido do original Nahuatl: 
Ninguém vem à esta terra para ficar
Nossos corpos são como roseiras -
Elas fazem crescer pétalas e então murcham e morrem.
Mas nossos corações são como grama na primavera,
Eles subsistem vivos e para sempre crescem verdes novamente. 
Nos poemas, um tema comum é representar a poesia com a imagem musical e estética dos termos "flor e canto", ofertando-a como uma forma imortalizada de se viver, relacionada ao alcance do verdadeiro, estável e equilibrado. Frequentemente, os versos apresentam as palavras de flores, plumas, joias e canções. Em algumas poesias, uma realidade absoluta metafísica é inquirida, buscando-se o fundamento da verdade acima do mundo de mudanças e parecendo situá-la numa divindade que é chamada de "Doador da Vida" (Ipalnemohuani), como em: "Assim fala Ayocuan Cuetzpaltzin, que certamente conhecia o Doador da Vida ... Ali ouço sua palavra, certamente dele, ao Doador da Vida responde o pássaro cascavel. Anda cantando, oferece flores, oferece flores. Como esmeraldas e plumas de quetzal, estão chovendo suas palavras. Lá se satisfaz talvez o Doador da Vida? É este o único verdadeiro sobre a terra?" e "Tu, somente, mostras-te inexorável, Doador da vida".
Um dos mais conhecidos nomes é o do rei Nezahualcóyotl, também poeta e tlamatine, a quem se atribui:
"Tudo o que é real,

Tudo o que está enraizado,
Dizem que não é real,
Não está enraizado.
Somente o Doador da Vida
Aparece absoluto.
Que nossos corações não sejam atormentados.

Porque Ele é o Doador da Vida."

## Textos
Existe uma escassez de material a partir do qual a filosofia asteca pode ser estudada, com a maioria dos textos existentes escritos após a conquista por colonos e missionários espanhóis ou por nativos educados em espanhol cristianizados. As fontes pré-conquista incluem o Códice Borgia e o Codex Borbonicus (escritos sobre a época da conquista). Os textos pós-conquista incluem o Codex Florentino, o Códice Mendoza e o Códice Magliabechiano, incluindo outros.